# 린디 그린우드

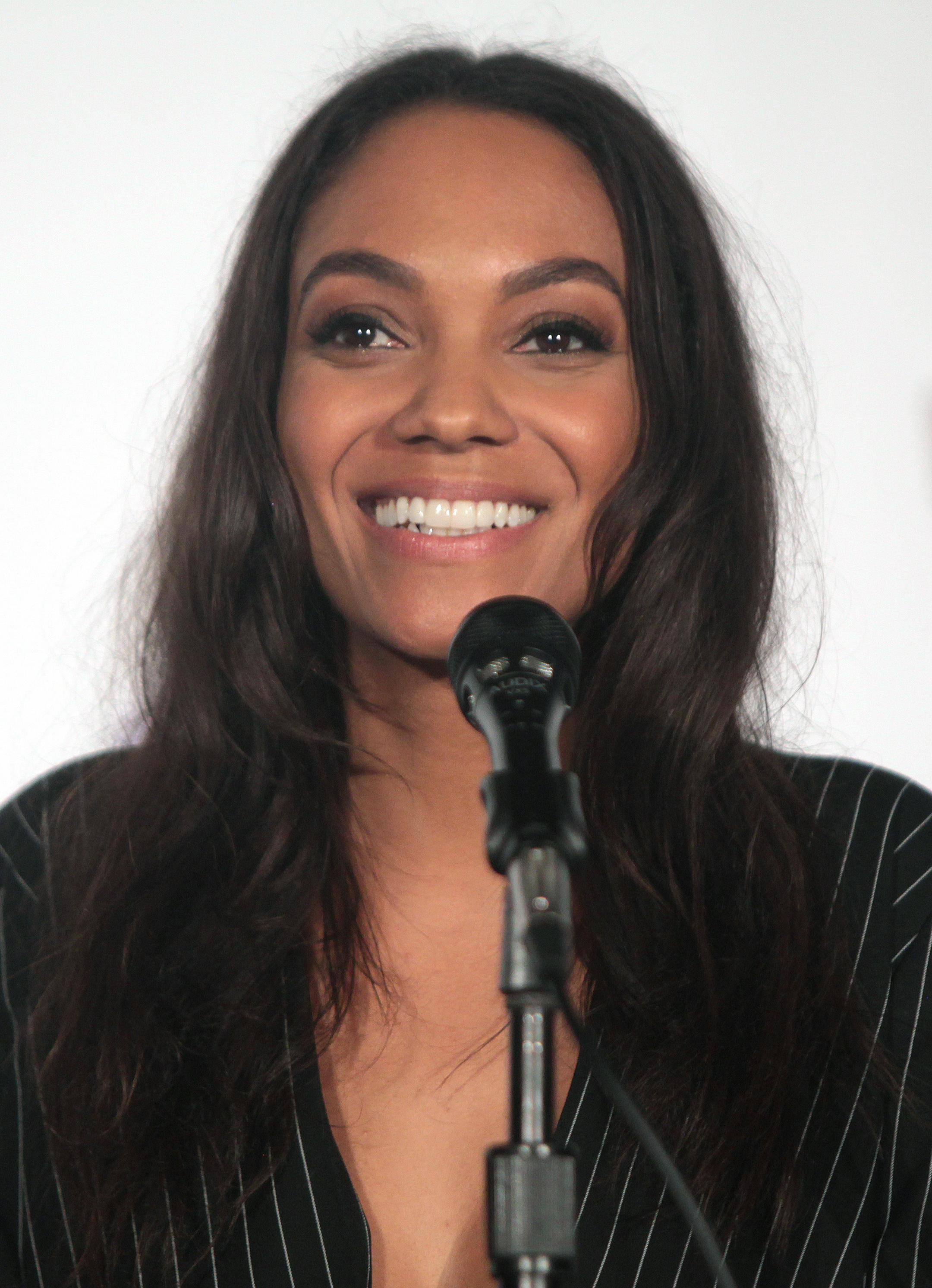

린디 그린우드(Lyndie Greenwood, 1983년 6월 6일 ~ )는 캐나다의 배우이다.
토론토에서 태어났다.

## 출연 작품

### 영화
- 선데이즈 앳 티파니 (2010, Sundays at Tiffany's) - 제인의 친구 역
- The Exit (2010) - 단편
- 맥시멈 체이스 (2016, Cut to the Chase)

### 텔레비전
- 니키타 (2011-13)
- 슬리피 할로우 (2013-17)